# Heart of Darkness
Heart of Darkness peti je studijski album njemačkog heavy metal-sastava Grave Digger. Diskografska kuća GUN Records objavila ga je 3. travnja 1995. Na ovom albumu pokazali su mnogo mračniji i agresivniji zvuk od svojih prethodnih albuma. Svi pjesme sadrži mračni, lirski pojmovi kao što tame, smrt, mržnja i izdaja. Naslovna pjesma inspiriran je novelom Srce tame Josepha Conrada. Za pjesmu "Circle of Witches" je snimljen i spot.

## Popis pjesama
| 1.    | »Tears of Madness« (instrumentalna skladba) |                                 | Rudy Kronenberger                 | 2:09  |
| 2.    | »Shadowmaker«                               | Chris Boltendahl, Tomi Göttlich | Boltendahl, Uwe Lulis             | 5:39  |
| 3.    | »The Grave Dancer«                          | Boltendahl, Göttlich, Lulis     | Boltendahl, Lulis                 | 5:02  |
| 4.    | »Demon's Day«                               | Boltendahl, Göttlich            | Boltendahl, Lulis                 | 7:29  |
| 5.    | »Warchild«                                  | Boltendahl, Göttlich            | Boltendahl, Lulis                 | 6:09  |
| 6.    | »Heart of Darkness«                         | Boltendahl, Göttlich            | Boltendahl, Lulis, Eric Ingversen | 11:56 |
| 7.    | »Hate«                                      | Boltendahl, Göttlich, Lulis     | Boltendahl, Lulis                 | 4:23  |
| 8.    | »Circle of Witches«                         | Boltendahl, Göttlich            | Boltendahl, Göttlich, Lulis       | 7:43  |
| 9.    | »Black Death«                               | Boltendahl, Göttlich            | Boltendahl, Lulis                 | 5:40  |
| 56:10 |                                             |                                 |                                   |       |

| Bonus pjesme na ograničenom izdanju | Bonus pjesme na ograničenom izdanju | Bonus pjesme na ograničenom izdanju | Bonus pjesme na ograničenom izdanju | Bonus pjesme na ograničenom izdanju | Bonus pjesme na ograničenom izdanju | Bonus pjesme na ograničenom izdanju | Bonus pjesme na ograničenom izdanju | Bonus pjesme na ograničenom izdanju | Bonus pjesme na ograničenom izdanju |
| Br.                                 | Skladba                             | Trajanje                            |                                     |                                     |                                     |                                     |                                     |                                     |                                     |
| ----------------------------------- | ----------------------------------- | ----------------------------------- | ----------------------------------- | ----------------------------------- | ----------------------------------- | ----------------------------------- | ----------------------------------- | ----------------------------------- | ----------------------------------- |
| 10.                                 | »My Life«                           | 5:17                                |                                     |                                     |                                     |                                     |                                     |                                     |                                     |
| 11.                                 | »Dolphin's Cry«                     | 6:00                                |                                     |                                     |                                     |                                     |                                     |                                     |                                     |
| 67:16                               |                                     |                                     |                                     |                                     |                                     |                                     |                                     |                                     |                                     |

| Bonus pjesme na japanskom izdanju | Bonus pjesme na japanskom izdanju | Bonus pjesme na japanskom izdanju | Bonus pjesme na japanskom izdanju | Bonus pjesme na japanskom izdanju | Bonus pjesme na japanskom izdanju | Bonus pjesme na japanskom izdanju | Bonus pjesme na japanskom izdanju | Bonus pjesme na japanskom izdanju | Bonus pjesme na japanskom izdanju |
| Br.                               | Skladba                           | Trajanje                          |                                   |                                   |                                   |                                   |                                   |                                   |                                   |
| --------------------------------- | --------------------------------- | --------------------------------- | --------------------------------- | --------------------------------- | --------------------------------- | --------------------------------- | --------------------------------- | --------------------------------- | --------------------------------- |
| 10.                               | »Dolphin's Cry«                   | 6:00                              |                                   |                                   |                                   |                                   |                                   |                                   |                                   |
| 11.                               | »Don't Bring Me Down«             | 5:35                              |                                   |                                   |                                   |                                   |                                   |                                   |                                   |
| 67:44                             |                                   |                                   |                                   |                                   |                                   |                                   |                                   |                                   |                                   |

## Zasluge
| Grave Digger - Chris Boltendahl – vokali, produkcija, koncept naslovnice, inženjer zvuka, miks (hor na pjesmi 6.) - Uwe Lulis – gitara, inženjer zvuka (dodatni), produkcija - Tomi Göttlich – bas-gitara, prateći vokali, produkcija (vokali) - Frank Ullrich – bubnjevi Dodatni glazbenici - Peter Diersmann – prateći vokali - Michael Seifert – prateći vokali - Rudy Kronenberger – klavijature | Ostalo osoblje - Mathias Bothor – fotografije - Marc Manthey – inženjer zvuka, miks (hor na pjesmi 6.) - Suno Fabtich – inženjer zvuka, miks - John Cremer – mastering - Andreas Marschall – naslovnica |